# Gurdwara Paonta Sahib
 (mai 2015).

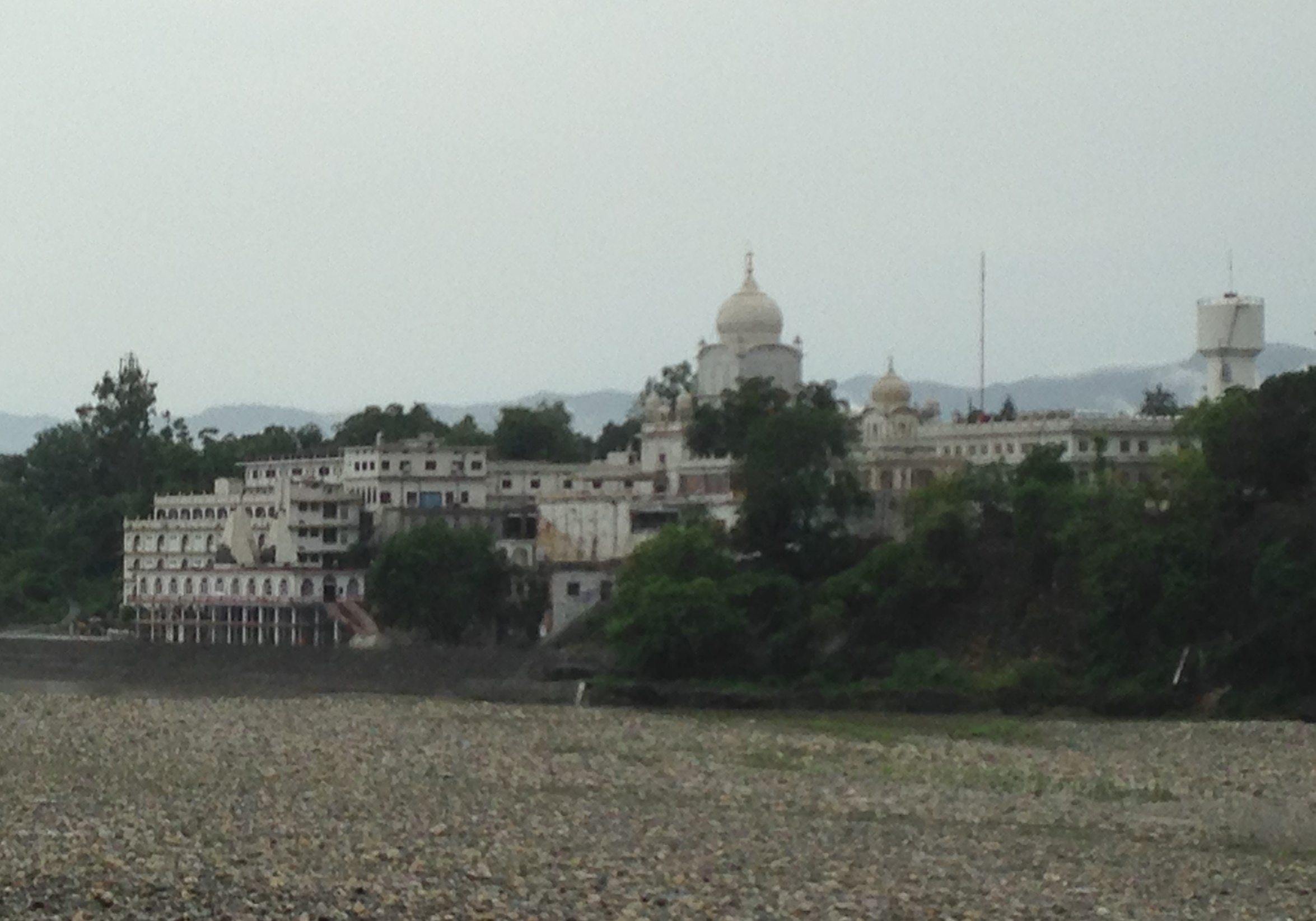
Gurdwara Paonta Sahib

Le Gurdwara Paonta Sahib est un temple du sikhisme fondé par Guru Gobind Singh. Il est éponyme de la ville où il a été construit, Paonta Sahib dans le district de Sirmur, dans l'état de l'Himachal Pradesh, en Inde. En fait la ville même a été mise en place par ce Guru qui avait reçu une parcelle de terre du souverain du royaume établi à l'époque. Ainsi en 1685, Guru Gobind Singh passa trois ans à Paonta Sahib qui compte un temple actuellement important pour le sikhisme, une cité abritant aujourd'hui près de 20.000 habitants. Ce gurdwara reconstruit en 1823 a été bâti soi-disant à l'endroit où Guru Gobind Singh est descendu de son cheval sur cette terre pour la première fois, au bord de la rivière sacrée pour les hindous, le Yamuna. D'où le nom de paonta, paon voulant dire « pied », en hindi.
Un musée se situe aussi dans le complexe où se situe le temple ; un langar, une cantine commune, pouvant contenir jusqu'à 5.000 pèlerins est aussi inclus dans le site. Durant son séjour Guru Gobind Singh a écrit de nombreuses poésies et des banis : des hymnes religieux regroupés aujourd'hui dans le Dasam Granth, un livre de prières sikhes. Guru Gobind Singh, lorsqu'il est parti de Paonta Sahib, est allé à Anandpur établir ce qui allait devenir la fraternité du Khalsa, c'est-à-dire le baptême sikh, la cérémonie d'intronisation à la foi sikhe comme elle est réalisée aujourd'hui.